# Wahl der Legislativversammlung der Stadt Sewastopol 2014
- ER: 22
- LDPR: 2

Die Wahl des Legislativversammlung der Stadt Sewastopol 2014 wurde am 14. September 2014 abgehalten. Gewählt wurden die 24 Mitglieder der Legislativversammlung der Stadt Sewastopol der I. Einberufung. Die Wahl fand nach der Annexion der Krim durch Russland im Frühjahr 2014 statt.

## Hintergrund
Nach der Annexion der Krim durch Russland im Frühjahr 2014 blieben die 76 Abgeordneten des Stadtrats, der durch die Legislativversammlung ersetzt wurde, im Amt. Die nächste Wahl war ursprünglich für das Jahr 2015 vorgesehen, wurde jedoch wie die Wahl des Staatsrats der Republik Krim auf den 14. September 2014 vorgezogen. An diesem Tag fanden insgesamt 30 Gouverneurswahlen und 14 Parlamentswahlen in den russischen Föderationssubjekten statt.

## Wahlrecht
Angewandt wurde ein Grabenwahlsystem: 16 Abgeordnete wurden nach Verhältniswahl, 8 nach Mehrheitswahl in Einmandatswahlkreisen bestimmt. Für die Verhältniswahl bestand eine 5-Prozent-Hürde.

## Ergebnis
| Partei                                          | Stimmzahl | Prozent | Mandate |
| ----------------------------------------------- | --------- | ------- | ------- |
| Einiges Russland                                | 128202    | 76,67   | 14      |
| LDPR                                            | 12356     | 7,39    | 2       |
| KPRF                                            | 6257      | 3,74    | 0       |
| Rodina                                          | 4577      | 2,74    | 0       |
| Gerechtes Russland                              | 3038      | 1,82    | 0       |
| Bürgervereinigung                               | 2514      | 1,50    | 0       |
| Große Vaterlandspartei                          | 2362      | 1,41    | 0       |
| Russische Gärtnerpartei                         | 1839      | 1,10    | 0       |
| Russische Partei der Freiheit und Gerechtigkeit | 886       | 0,53    | 0       |
| Patrioten Russlands                             | 633       | 0,38    | 0       |
| Partei der Veteranen Russlands                  | 541       | 0,32    | 0       |
| Kommunisten Russlands                           | 524       | 0,31    | 0       |
| Russische Partei der Pensionäre                 | 507       | 0,30    | 0       |
| Nationale Kurspartei                            | 128       | 0,08    | 0       |
| Ungültige Stimmen                               | 2841      | 1,70    | —       |
| Gesamt                                          | 167205    | 100,00  | 16      |

Nur die Parteien Einiges Russland und LDPR übertrafen die Fünf-Prozent-Hürde.
Bei der Mehrheitswahl gewann Einiges Russland in allen 8 Wahlkreisen das Mandat.
Insgesamt kam Einiges Russland somit auf 22 und die LDPR auf 2 Mandate in der Legislativversammlung. Die Wahlbeteiligung betrug 48,5 % der registrierten Wähler.

## Folgen
Am 9. Oktober 2014 wurde Sergei Menjailo mit 21 Stimmen zum Gouverneur von Sewastopol gewählt.